# Aperittochelifer transvaalensis
Aperittochelifer transvaalensis är en spindeldjursart som beskrevs av Beier 1964. Aperittochelifer transvaalensis ingår i släktet Aperittochelifer och familjen tvåögonklokrypare. Inga underarter finns listade i Catalogue of Life.